# Georgiagoffer
De georgiagoffer (Geomys pinetis)  is een zoogdier uit de familie van de goffers (Geomyidae). De wetenschappelijke naam van de soort werd voor het eerst geldig gepubliceerd door Constantine Samuel Rafinesque in 1817.

## Voorkomen
De soort komt voor in de Verenigde Staten.